# Casa Agustí Gil
La casa Agustí Gil, també coneguda com de l'Hostal Nilo, és un edifici situat al carrer de Josep Anselm Clavé (antigament Dormitori de Sant Francesc), 15-17, catalogat com a bé amb elements d'interès (categoria C). Actualment, hi ha un hotel.

## Història

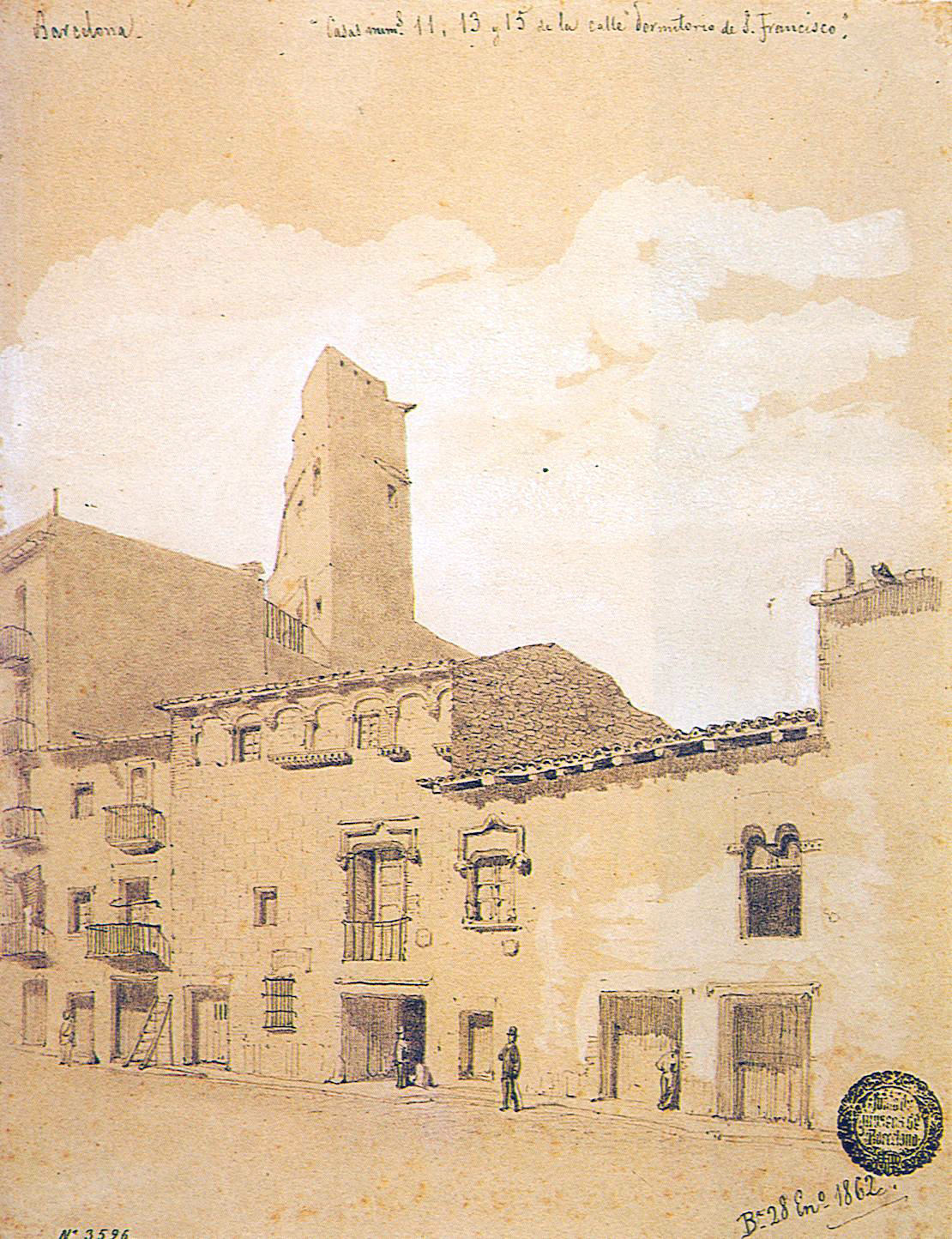
Cases números 11, 13, 15 i 17 del carrer del Dormitori de Sant Francesc en un dibuix de Francesc Soler i Rovirosa (1862)

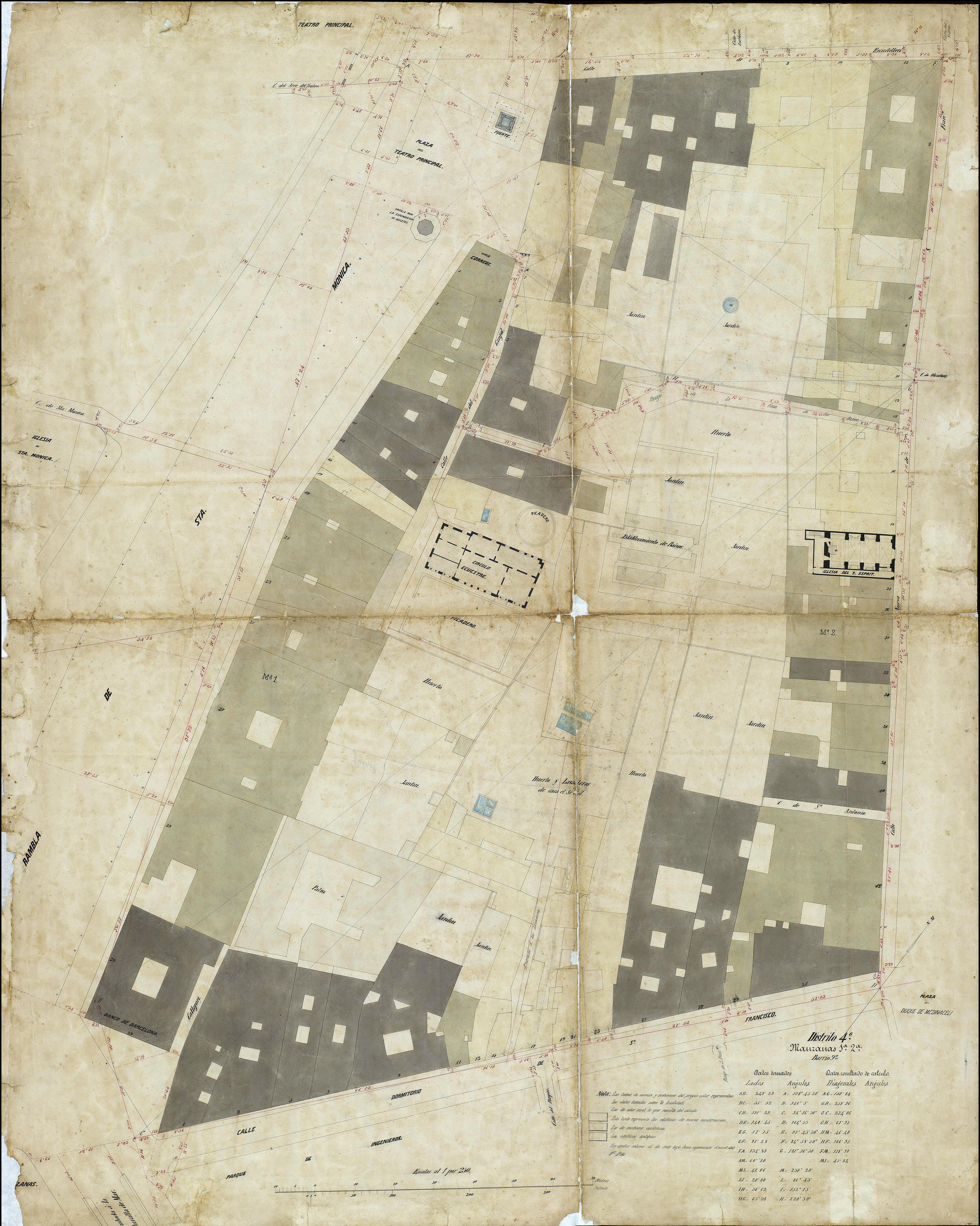
Quarteró núm. 112 de Garriga i Roca (c. 1860)

El 1861, en aquest indret hi havia unes cases antigues. Les dels núms. 15 i 17, propietat de Rosa Esteve i Manau, vídua d'Agustí Gil i Preciós, i el seu fill Agustí Gil i Esteve, tenien un hort amb safaretjos a l'interior d'illa, al qual s'hi accedia a través d'un passatge. A la del núm. 13 hi havia la fàbrica de sabó d'Ignasi Partegàs i Fàuria, que aquell mateix any va adquirir la propietat a Francisca Javiera Barbería y Olaysola, vídua de Carles Artigas i Espinosa, i al seu fill Carlos Artigas y Barbería, naturals de l'Havana.
Poc després, Partegàs i els Gil-Esteve van pactar la regularització dels límits i servituds de cara a la reedificació d'ambdues propietats. Els Gil-Esteve van presentar el projecte del mestre d'obres Josep Calçada, mentre que Partegàs ho va fer amb el de Josep Fontserè i Mestre, i va tancar la fàbrica, continuant el negoci com a magatzemista d'oli.
El 1863, el comerciant Pere Dòria i Arnalot va adquirir en emfiteusi als Gil-Esteve una part del seu hort, així com també el del veí Josep Cladellas i Sala, propietari del núm. 23. El 1866, va presentar un projecte de prolongació del passatge amb sengles edificis a banda i banda, obra de l'arquitecte Joan Torras i Guardiola, però finalment vengué els terrenys a la societat Coma, Ciuró i Clavell per 20.000 escuts
Agustí Gil i Esteve va morir el 1881, i el 1900, la vídua Rosa Rius va demanar permís per a construir un edifici a l'interior d'illa, segons el projecte del mestre d'obres Jaume Brossa i Mascaró.

## Descripció
Edifici de planta baixa i quatre pisos, amb quatre obertures per planta. Les dels baixos són d'arc escarser, mentre que les dels pisos són balcons de llinda en acord arrodonit amb els brancals i llosana de pedra de volada decreixent amb l'alçada, estant els centrals del primer i segon pis units en una balconada.